# ハーフドーム
ハーフドーム（英：Half Dome）は、アメリカ合衆国カリフォルニア州マリポサ郡、ヨセミテ国立公園内にある花崗岩ドームであり、ヨセミテ渓谷の東端に位置する。同渓谷を象徴する景観の一つであり、ハイキングやクライミングも盛んである。

## 地理
ハーフドームは、ヨセミテ渓谷に面する北西側が急峻に切り立っており、南東側は丸みを帯びている。半球を縦に割った様な形状から、ハーフドームという名前が付けられた。
ヨセミテ渓谷の底からの高さは5000フィート（1524メートル）近く、海抜は約8800フィート（2682メートル）である。

グレイシャーポイントから望むヨセミテ渓谷。右にハーフドーム。

## クライミング
1870年代半ばまで、ハーフドームは「絶対に登頂不可能 (perfectly inaccessible)」と言われていたが、1875年、ジョージ・アンダーソンが初めて南東側から登頂に成功した。

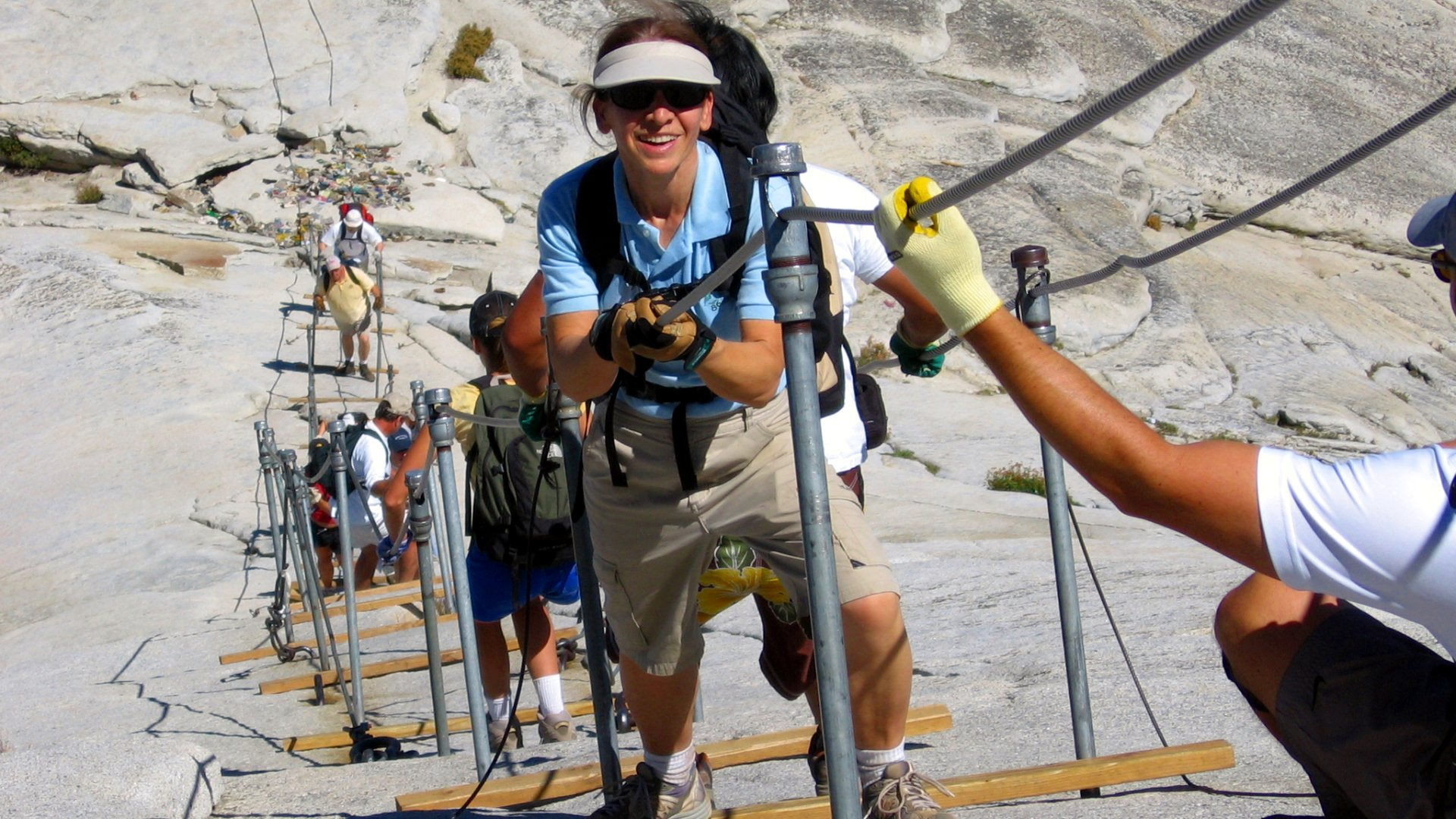
ケーブル・ルートを登るハイカーたち。

現在、ハーフドームの登頂ルートにはいくつかあるが、最も一般的なのが、彼が切り開いたこのケーブル・ルートと呼ばれる約13.2キロメートルのコースである。その出発点は、ヨセミテ渓谷のハッピー・アイルから、約10キロメートルにわたるジョン・ミュアー・トレイルを上った所にある。ケーブル・ルートの最後の約120メートルの上りは、鉄の杭を伝いながら、よじ登るコースである。多くの人が、滑り止めの手袋をはめて登っている。往復には10時間から12時間ほど（人によってはそれ以上）かかるため、夜明けころ出発し、常に帰りの時間に注意するよう推奨されている。年間数千人がこのルートから頂上に到達しており、週末や休日には多くのハイカーで混雑する。
そのほか、ハーフドームの切り立った北西壁を登るロッククライミングルートも、たくさんある。ロイヤル・ロビンズが、1957年、北西面からの登頂に成功し、これは標準北西面 (Regular Northwest Face) コースと呼ばれている。アメリカで最初のグレードVIのコースである。

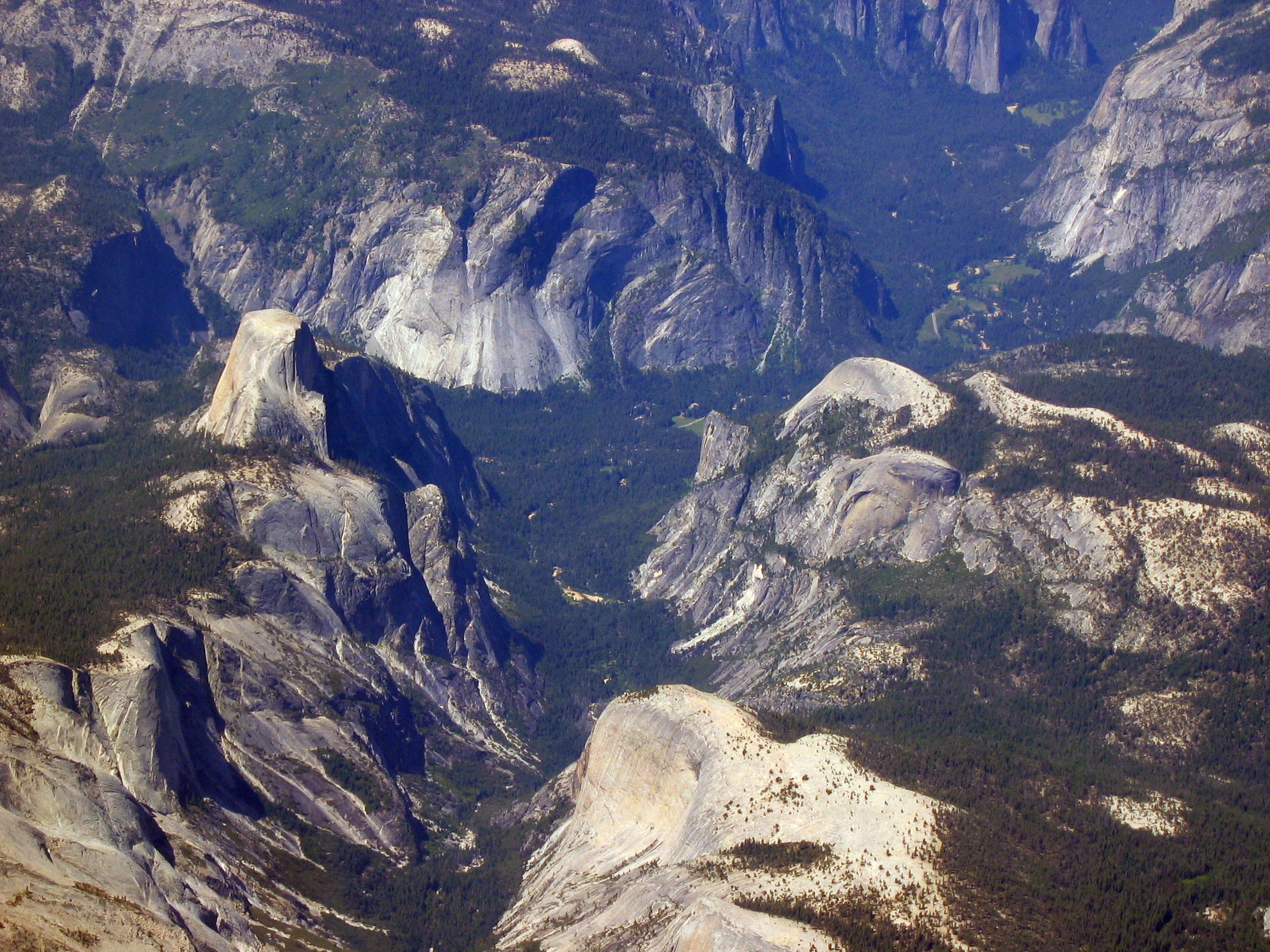
上空から
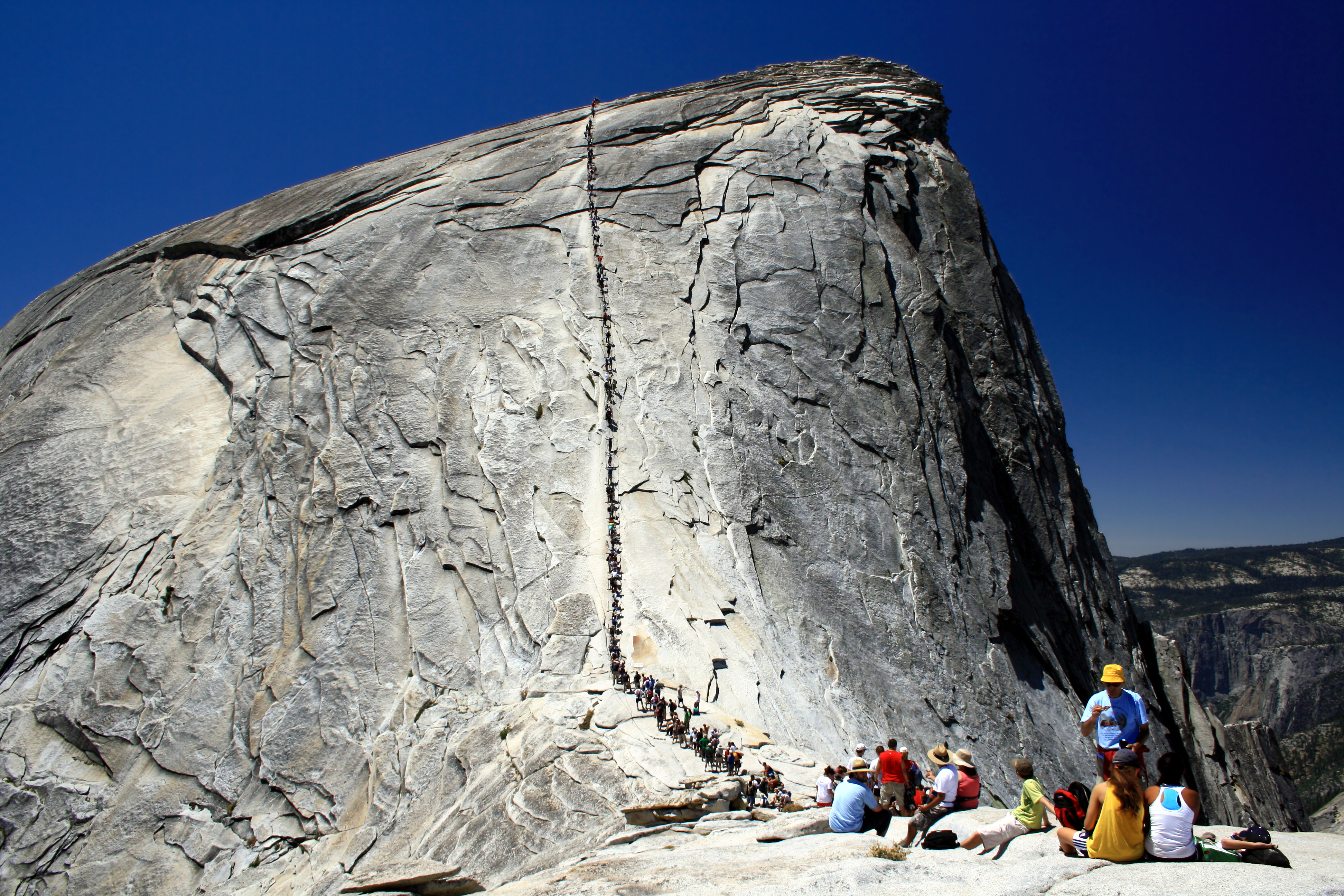
北東から
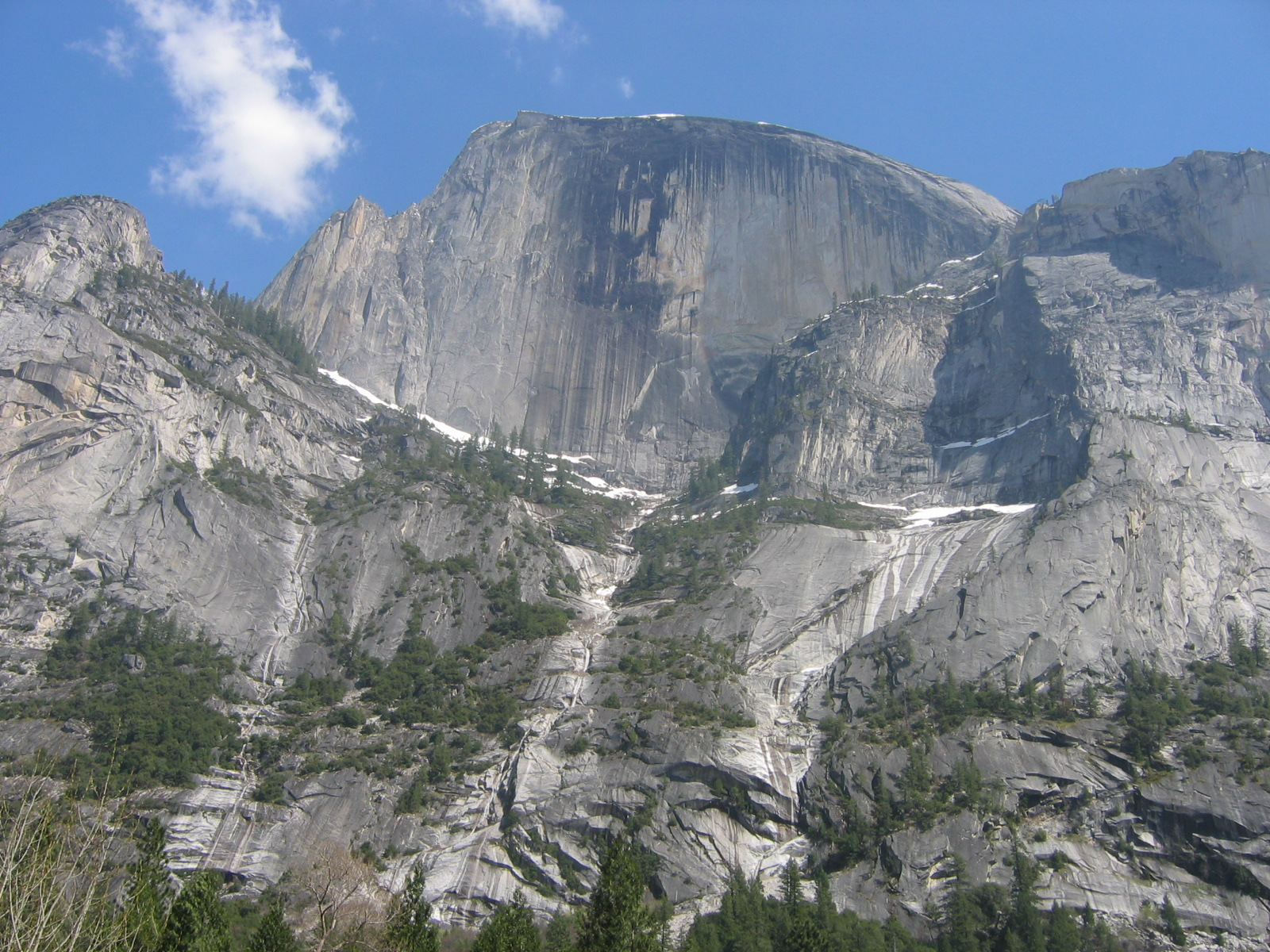
谷底から
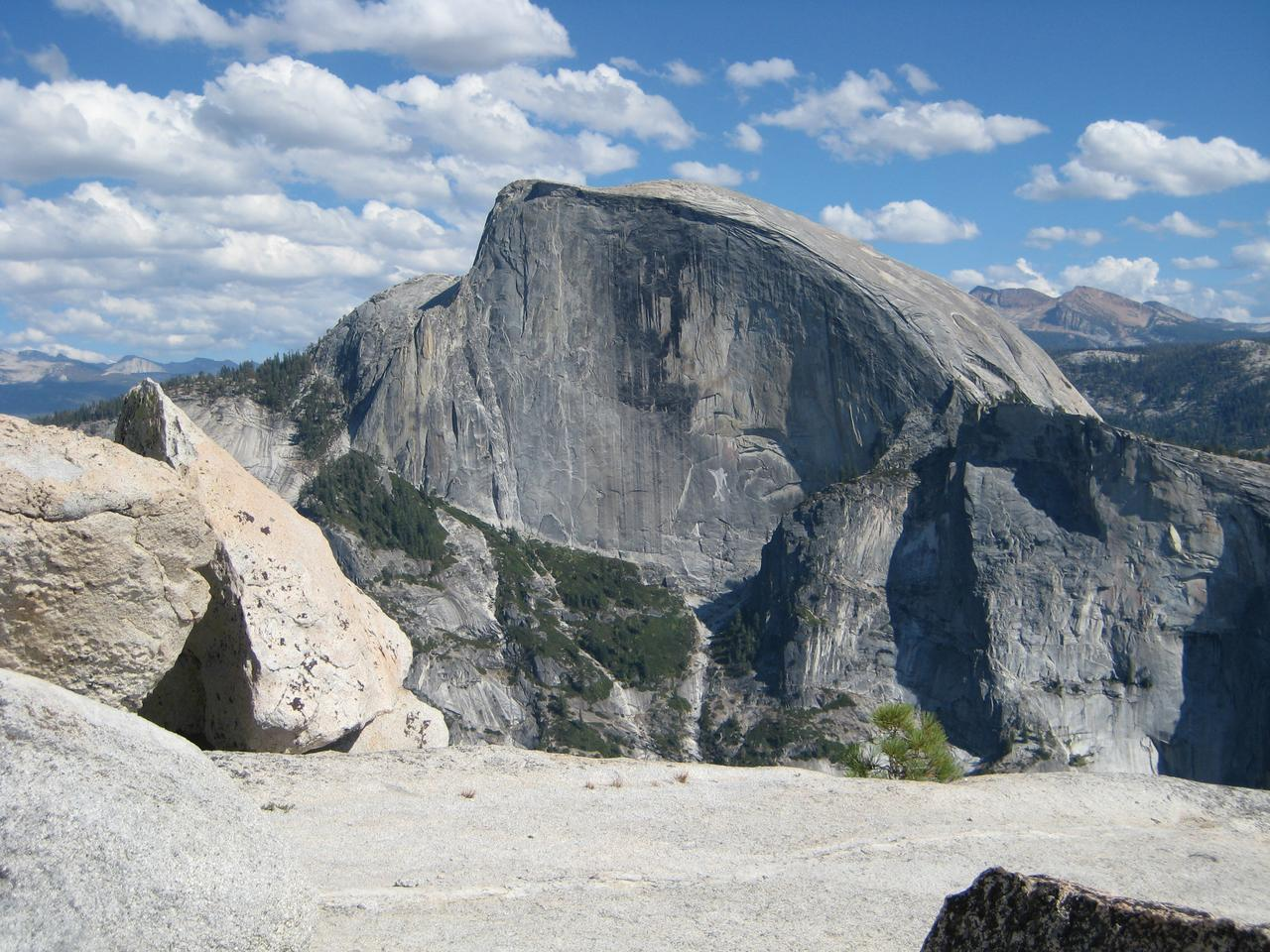
北西のノースドーム（英語版）から
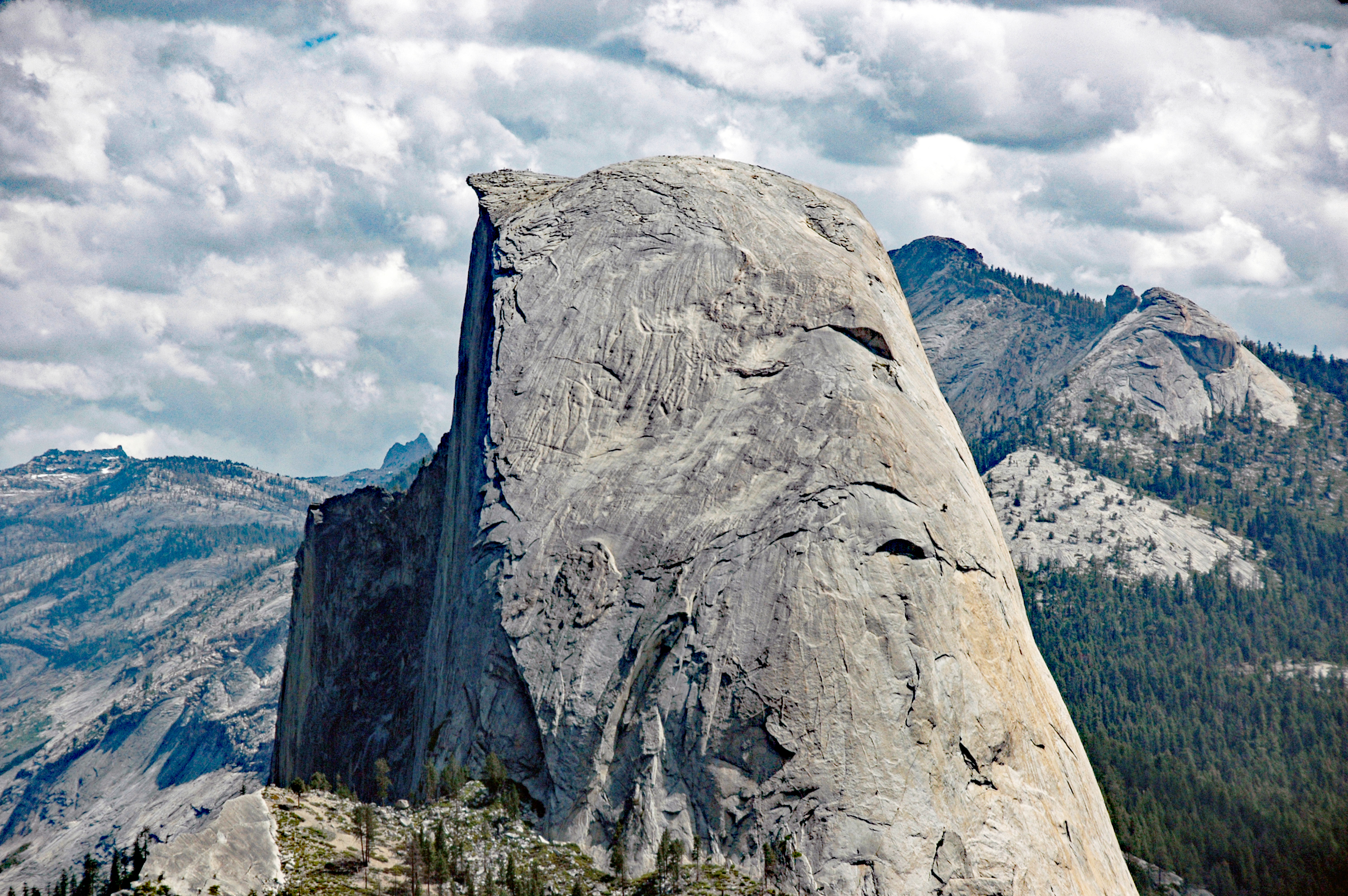
南西から